# 由比光衛
由比 光衛（ゆひ みつえ、1860年11月27日（万延元年10月15日 ） - 1925年9月18日）は、日本陸軍の軍人。最終階級は陸軍大将従二位勲一等功二級。教育者・由比質は弟。

## 経歴
土佐藩士、由比光索の長男として土佐国土佐郡神田村高神（現・高知市）に生れる。土佐海南私塾を経て、陸軍士官学校幼年生徒となり、1882年12月、陸軍士官学校（旧5期）を卒業し、陸軍少尉任官。1891年11月、陸軍大学校（7期）を首席で卒業した。陸士教官、大本営参謀を歴任し、日清戦争では第2軍参謀として出征した。1895年から1899年までイギリスに留学し、その後、西部都督部参謀、臨時清国派遣隊参謀、第5師団参謀、参謀本部2部欧州班長などを歴任した。

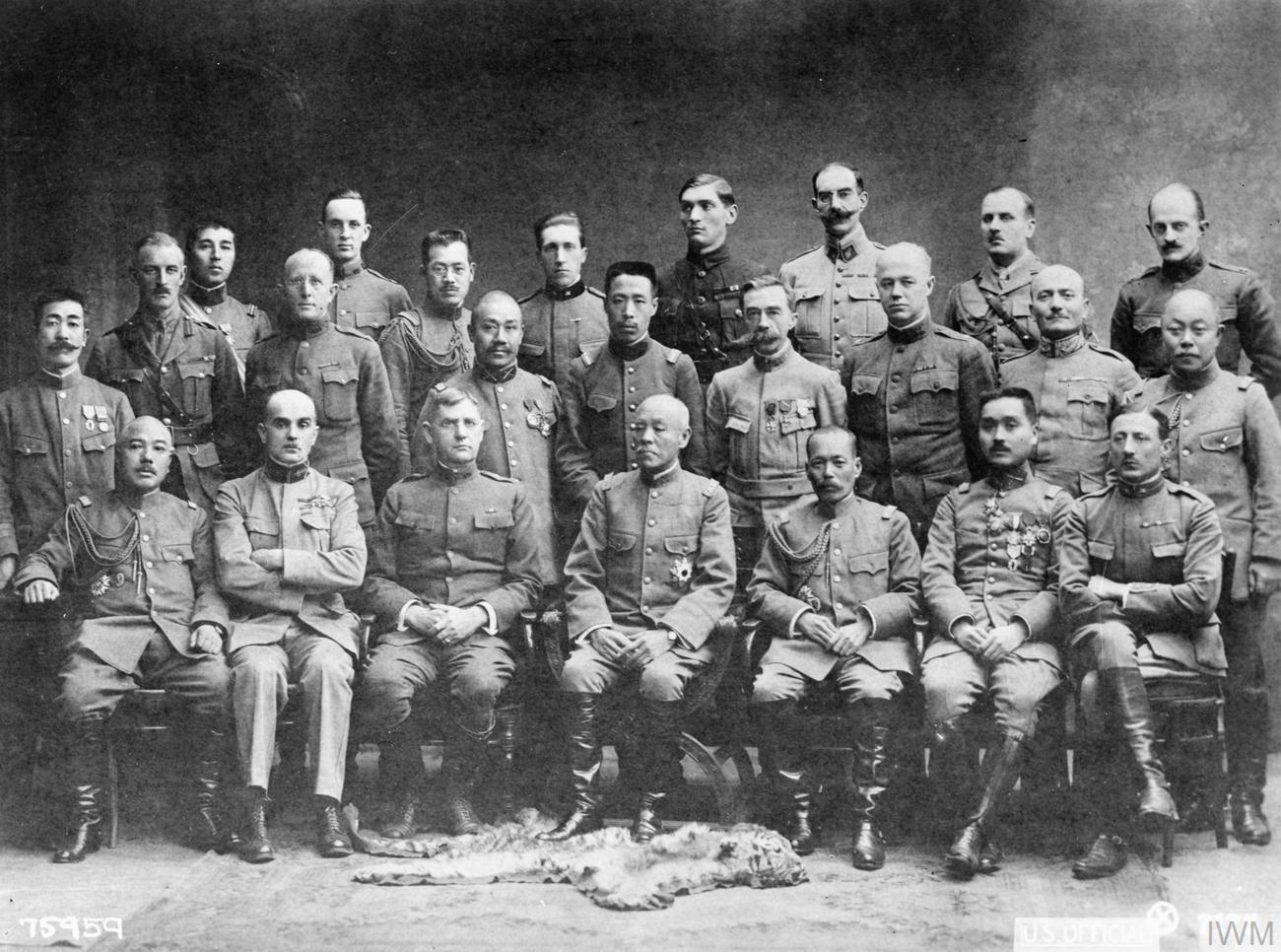
シベリア派遣軍各国軍人らとの集合写真（前列右から３人目）

日露戦争では、第2軍参謀副長として出征したが、同軍参謀長落合豊三郎少将と対立し、奉天会戦直前に第8師団参謀長に転出し参戦した。1909年5月、陸軍少将に進級し歩兵第27旅団長、参謀本部第1部長を務め、1914年5月、陸軍中将となり、陸大校長、第15師団長、近衛師団長を歴任。シベリア出兵では、浦塩派遣軍の参謀長を務めた。その後、青島守備軍司令官を経て、1919年11月、陸軍大将となり、軍事参議官を務め1923年に予備役に編入された。
1925年（大正14年）9月18日薨去。墓所は染井霊園1-イ-4-19。弟の由比質の墓も同所にあり、左側の由比家の墓石が光衛の墓石である。

## 評価
陸軍士官学校を首席で卒業した秀才。旅順攻略ではその難しさに警鐘を鳴らす数少ない良識者であり、早くから28センチ砲を用いるように提案していた人物であった。「其ノ初メ少佐由比光衛開戦前大イニ二十八珊砲使用ヲ主張シタガ、突飛ナリトテ一笑に附セラレタ（出典：機密日露戦史）」。また少将時代に田中義一大将（当時中佐）、佐藤鋼次郎中将（当時中佐）らと共に旅順要塞の攻略を軽視しないように進言したがこれも聞き入れられることはなかった。この由比の進言の的確さは旅順要塞で大量の死傷者を出したことによって証明された。もしこの進言が受け入れられていれば、被害を最小限に済ませてもっと短期間で旅順要塞を陥落できたといえる。
一方、黒溝台一時放棄作戦を考え、日本軍を窮地に陥らせた。
しかし、これは満州軍総司令部が敵の数を偵察隊ぐらいだと間違って伝達された上で構築された策であり、正確な情報が伝えられていれば由比の策は違うものになったと思われる。
宇都宮太郎大将は自身の手記で、松石更迭後の第一部長について「第一候補は由比光衛、第二候補は田村怡与造の婿山梨半造、宇都宮の同期の柴勝三郎、新潟出身の星野金吾」を挙げたが、福島中将も由比が最適であるとして第一部長に推薦されている。
また、日本軍の四回の出兵全てにおいて主要方面での参謀を務めている。

## 栄典・授章・授賞
位階
- 1883年（明治16年）1月3日 - 正八位[1]
- 1886年（明治19年）7月8日 - 従七位[1][5]
- 1892年（明治25年）3月28日 - 正七位[1][6]
- 1897年（明治30年）8月20日 - 従六位[1][7]
- 1902年（明治35年）12月10日 - 正六位[1][8]
- 1905年（明治38年）4月7日 - 従五位[1][9]
- 1909年（明治42年）7月20日 - 正五位[1][10]
- 1914年（大正3年）6月10日 - 従四位[1][11]
- 1916年（大正5年）6月30日 - 正四位[1][12]
- 1919年（大正8年）7月21日 - 従三位[1][13]
- 1922年（大正11年）8月10日 - 正三位[1][14]
- 1923年（大正12年）4月20日 - 従二位[15]

勲章等
- 1889年（明治22年）11月29日 - 大日本帝国憲法発布記念章[16]
- 1895年（明治28年）
  - 5月23日 - 勲六等瑞宝章[17]
  - 11月18日 - 明治二十七八年従軍記章[18]
- 1901年（明治34年）10月1日 - 勲四等旭日小綬章、功四級金鵄勲章[19]
- 1902年（明治35年）5月10日 - 明治三十三年従軍記章[20]
- 1914年（大正3年）11月30日 - 勲二等瑞宝章[21]
- 1915年（大正4年）11月10日 - 大礼記念章[22]
- 1919年（大正8年）11月28日 - 勲一等瑞宝章[23]
- 1920年（大正9年）11月1日 - 旭日大綬章・功二級金鵄勲章・大正三年乃至九年戦役従軍記章[24]・戦捷記章[25]

外国勲章佩用允許
- 1903年（明治36年）12月21日 - イタリア王国：サンモーリスエラザル第四等勲章[26]